# Benzile
Pour l’article homonyme, voir benzyle.
Le benzile est une dicétone utilisée comme réactif en synthèse organique. Le benzile est également employé en guise d'amorceur photochimique dans la polymérisation radicalaire, plus précisément dans le séchage UV. Les rayons UV décomposent le benzile, créant des radicaux libres qui se propagent entre les chaînes de polymères, créant ainsi des liaisons entre les chaînes de polymères individuelles.
Récemment, le benzile a été identifié comme un inhibiteur sélectif des enzymes carboxylestérases, des protéines impliquées dans le métabolisme des médicaments estérifiés et des xénobiotiques. 
Le benzile peut être préparé en laboratoire par condensation du benzaldéhyde puis oxydation au sulfate de cuivre.
PhC(O)CH(OH)Ph  +  2 Cu2+  →  PhC(O)C(O)Ph  +  2 H+  + 2 Cu+
Une réaction classique du benzile est le réarrangement en acide benzilique (à ne pas confondre avec l'acide benzylique). 